# 미셸 베누아
미셸 베누아(Michel Benoist, 중국식이름: 장유런(蔣友仁), 1715년 ~ 1774년)는 프랑스 출신의 예수회 선교사, 천문학자이다. 파리 출생이다.

## 개요
파리에서 태어나 1737년 예수회의 선교사가 되었고 대학에서 천문학도 같이 전공한 다음 청나라로 건너온다. 건륭제에게서 좋은 대우를 받고 바로크 양식을 도입한 별궁인 원명원을 주세페 카스틸리오네와 같이 설계하였고, 분수를 만들고 육십간지를 바탕으로 한 물시계도 만들었다. 특히 건륭제에게 망원경을 선물해주어 어떻게 사용해야 하는지 알려주기도 하였고 새로운 세계 지도를 새로 만들어 건륭제에게 헌상하였다.

## 같이 보기
- 중화인민공화국의 종교
- 중국의 기독교
- 원명원